# Izworcze
Izworcze (bułg. Изворче) – wieś w północnej Bułgarii, w obwodzie Łowecz, w gminie Łowecz.